# Alesón
Alesón – gmina w Hiszpanii, w prowincji La Rioja, w La Rioja, o powierzchni 6,49 km². W 2011 roku gmina liczyła 109 mieszkańców.